# Pozuzo
Pozuzo es una localidad peruana, capital del distrito homónimo ubicado en la provincia de Oxapampa en el departamento de Pasco.
Pozuzo fue la primera colonia de su tipo fundada en 1859, cuatro años después de que el gobierno peruano les concediera las tierras a los colonos austriacos. A 84 km al norte de la ciudad de Oxapampa y a 360 km de Cerro de Pasco. Los inmigrantes levantaron la ciudad siguiendo los patrones arquitectónicos de sus países de origen, por lo que las casas están edificadas a plantas geométricas, pisos de madera y techos a dos aguas.

## Historia

### Época incaica
El valle de Pozuzo ya estuvo habitado por pueblos indígenas (amajes) y nativos (amueshas o yáneshas) desde tiempos muy remotos de la historia peruana. Se han encontrado y está poco estudiado la cantidad de vestigios líticos (hachitas, raspadores, puntas y otros); restos de cerámica incipiente y mejor trabajada; armas de piedra de origen inca y en los últimos años se ha encontrado restos fósiles en el río Seso, carretera a Santa Rosa.
Con respecto a la presencia de la cultura inca, se ha encontrado restos de Andenes que naturalmente indica un avance inca a la zona del Pozuzo. En el lugar de Toropampa, camino al caserío de Seso, existe un mirador antiguo.

### Época virreinal
El Padre Francisco de San José del Convento de Ocopa a fines del año 1711 llegó a Huanuco con la misión de restablecer las conversiones de los Panatahuas, luego se dirigió a Pozuzo en el año de 1712 para evangelizar la zona.
En 1730 época de gran florecimiento de estas conversiones, Pozuzo estuvo reducido a dos pueblos: Asunción de Pozuzo (con 164 nativos al cuidado del padre Francisco Honorio Matos) y Nuestra Señora del Carmen de Tillingo (con 100 nativos al cuidado pastoral del padre Francisco José Arévalo).
En 1742 Juan Santos Atahualpa en el Gran Pajonal se rebeló contra el poder español y quiso reconquistar el Imperio de los Incas, para tal fin buscó más aliados entre los indígenas y nativos de la Selva Central. Temerosos que el rebelde invadiera Pozuzo y se encontraba cerca de Huancabamba; el gobernador de la frontera de Huánuco con el respaldo del Padre Presidente de las conversiones de Huánuco, en 1753 ordenaron el despoblamiento de los pueblos de Pozuzo, para luego ser llevados al Pueblo de San Antonio de Cuchero (sin embargo muchos nativos huyeron a los montes para luego volver a Pozuzo).
Los pozucinos nativos que fueron llevados al pueblo de Cuchero no tuvieron un buen final, muchos se enfermaron, no tenían que comer ni cocales que comercializar y al poco tiempo murieron todos. Los Misioneros Franciscanos no tenían en mente aislarse totalmente de Pozuzo ni menos que el rebelde sometiera a los pocos nativos que se quedaron, por esa razón en el Pueblo de Santa Cruz de Muña fundaron un templo y así pudieron tener acceso y contacto rápido con Pozuzo.

### Época Republicana
Durante el establecimiento de la República, en muchas oportunidades se dieron leyes que propiciaron la inmigración extranjera al país; este proceso de inmigración tomó mayor fuerza en el Gobierno del General Ramón Castilla, al derogar en 1854 La Ley de la Esclavitud y prohibir el ingreso de asiáticos, a fin de alentar la inmigración europea.
Los primeros colonos austriacos y alemanes que llegaron al Perú lo hicieron en 1853 para establecerse en la zona de Tingo María, Tarapoto, Moyobamba y el Amazonas; pero el intento de colonizar la selva en esta oportunidad fracasó por falta de organización.
El promotor para la llegada de campesinos y artesanos austriacos y alemanes al Pozuzo, fue el distinguido noble alemán Cosme Damián, barón Schutz von Holzhausen, para este propósito el Barón tuvo la oportunidad de entrevistarse con el Señor Manuel Tirado Ministro de Relaciones Exteriores del Perú en representación del Presidente General Rufino Echenique, en dicha entrevista se vio la posibilidad de colonizar la selva con el objetivo de unir las costas del Pacífico con el Atlántico; encomendando al Barón para que busque una zona apropiada para esta colonización.
El primer contrato que firmó el Barón fracasó a consecuencia que en 1854 se produjo una revolución liberal que destituyó al Presidente Echenique; por la crisis política y militar que vivía el país, el barón tuvo que firmar otro contrato el 6 de diciembre de 1855 con el nuevo Presidente el General Ramón Castilla.
Según este nuevo contrato el Barón tenía el compromiso de introducir al país 10 mil colonos alemanes durante 6 años, por su parte el Gobierno del Perú ofrecía lo siguiente: Pagar los gastos de transporte de Europa hasta el Pozuzo, la construcción de un nuevo camino de Cerro de Pasco al Pozuzo, cada colono mayor de 15 años recibiría una gratificación de 15 pesos, la repartición de 140 leguas cuadradas de tierras vacantes entre los colonos para luego convertirse en legítimos propietarios, exento de todo impuesto y la manutención de los 6 primeros meses; también el Gobierno se encontraba en la obligación de brindar servicios básicos como sanidad, construcción de escuelas, iglesias y otros.

#### Preparativos para la inmigración a Pozuzo
En 1856 el Barón Cosme Damián publicó en un diario alemán su proyecto de colonizar el Pozuzo, el Padre Benedictino Agustín Scherer se enteró del proyecto que ayudaría a sus hermanos campesinos y artesanos pobres, por esa razón recomendó al Padre Joseph Egg párroco de Wald (de la región austriaca de Tirol). Después de un diálogo con el Barón se oficializó el apoyo de ambos religiosos, quedando autorizados para buscar en el Tirol a las personas indicadas.
La noticia de que irían acompañados por el padre Egg, inspiró mayor confianza, esperanza y fe entre los aldeanos tiroleses, donde cada persona que quería formar parte del grupo, tenía que tener una recomendación de buena conducta otorgado por el párroco de su pueblo, es el caso de la señora Ana María Egg de la Villa de Silz, que al enterarse de que sus hijos querían viajar a Ese llamado Pozuzo, también se animó en sacar su recomendación.
Por su parte el Gobierno exigía que los colonos sean católicos, trabajadores de una conducta intachable y para hacer posible este proyecto el Barón fue nombrado responsable de esta colonización, asignándole un sueldo de 2,400 pesos anuales.

#### El viaje de los inmigrantes al Perú
El 16 de marzo de 1857 era el día de la partida, por eso en la Plaza de la Iglesia de Silz era escenario de un gran acontecimiento nunca antes visto; era la hora de la partida, del último adiós, era lógico que la tristeza, alegría y la nostalgia reinaba entre ellos; sin embargo lo hacían con tanta fe, esperanza y trataban de buscar un nuevo porvenir en nuevas tierras.
Los 200 tiroleses parte de sus queridos Alpes en compañía de dos sacerdotes, Joseph Egg y Joseph Uberlinger. En su primer recorrido lo hicieron por vía férrea, llegando a importantes ciudades como Augsburgo, Stuttgart y Mannheim, de esta ciudad prosiguen el viaje por vía fluvial hasta llegar a la ciudad de Colonia donde se unió el grupo de los 100 prusianos y el 25 de marzo llegaron a Amberes.
El 29 de marzo de 1857 los 180 tiroleses de la aldea de Fiss y 120 Renanos de la aldea de Briedel, zarparon de Amberes  en el viejo barco guanero inglés "NORTON" rumbo al Perú. Apenas había partido el Norton el padre Egg procedió a celebrar el sacramento del matrimonio de 23 parejas jóvenes; cumpliendo así sus caros anhelos de formar una familia y tener sus hijos.

#### Llegada de los inmigrantes al Perú
Después de varios meses de viajes por el Atlántico y luego por el Pacífico, los colonos llegaron el 25 de julio de 1857 al Puerto del Callao, donde el Barón con mucha preocupación los esperaba; hasta el momento el viaje había cobrado 07 muertos (05 niños y 02 adultos). Después de una cuarentena que sólo duró unos días, el 30 de julio se embarcaron a bordo del Barco “El Inca” y después de dos días de viaje llegaron a Huacho.
Los colonos desde Huacho inician su largo, sacrificado y penoso viaje por tierra, primero cruzaron zonas costeras para luego atravesar picos y nevados de la cordillera de los Andes, el viaje duro varios días y cuando llegaron a Cerro de Pasco, a consecuencia del intenso frío, se enfermaron de “soroche”. Después de superar muchas dificultades los colonos decidieron continuar con el viaje rumbo a Acobamba, donde se terminaba el camino y a partir de ahí los mismos colonos tuvieron que construir su propio camino.
Después de un intenso trabajo y sacrificio los colonos lograron avanzar de Acobamba a Santa Cruz y Pampa Hermosa. Desde Santa Cruz se inicia la ceja de selva y no había señales de camino, teniendo que establecerse en dicho lugar, construyendo viviendas rústicas, hicieron plantaciones, se criaron algunas aves de corral y otras provisiones. Lamentablemente el 28 de febrero de 1858 se produjo una avalancha de lodo y piedras que arrasó con la mayoría de las viviendas; Gaspar Egg gritaba ¡Todos a la capilla!, ¡todos a la capilla!, este suceso natural había provocado la muerte de 06 personas (03 adultos y 03 niños). Por esa razón en Santa Cruz existe un cementerio alemán. Todos estos incidentes propiciaron para que un grupo de 50 personas entre ellos el cronista Clemente Yäger y el Padre Luis Überlinger abandonaran el grupo.
Por fin, el 25 de julio de 1859 día de San Jacobo, patrón de los peregrinos y de la colonización, llegaron a Pozuzo 170 personas (incluyendo a los que habían nacido en el viaje), porque muchos colonos que habían conocido Pozuzo en el primer viaje, también abandonaron. Ellos entendían que no sólo era llegar a Pozuzo, sino la existencia de una camino para no quedar abandonados ni aislados.

### Primeras décadas de los inmigrantes en Pozuzo

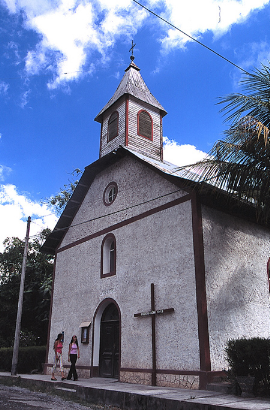
Iglesia de San José

El Padre José Egg, al día siguiente del arribo, realizó una misa; después, en presencia de todos propuso que los tiroleses y prusianos deberían quedar unidos como tal, para ello era necesario elegir a sus propios alcaldes. A petición de los colonos el párroco hizo las propuestas, saliendo elegidos: Don José Gstir para los tiroleses y Don Cristóbal Johann para los prusianos, existiendo total conformidad por parte de los colonos.
El primer trabajo de los Alcaldes y del Padre José Egg era la demarcación de los límites y la repartición de los terrenos. Acordando que los prusianos ocuparían la parte sur e izquierda del río Huancabamba, que hoy lleva el nombre de Prusia, y los tiroleses ocuparían la parte norte hasta la confluencia del río Pozuzo con el Huancabamba, se fijó como límite la quebrada de piedras oscuras que hoy lleva el nombre de río Límite. También se acordó la construcción de la Iglesia San José y la Casa parroquial en el Centro Pozuzo-La Colonia, llamado Tirol.
Otros de los asuntos complicados que tenían que resolver fue la repartición de las tierras, el Padre José Egg propuso a los señores Alcaldes la siguiente repartición: 100 pasos anchos por familia y 60 pasos a los solteros a lo largo del río Huancabamba, a fin de que cada colono recibiera la misma proporción de tierra.
Los colonos austro-alemanes en su nueva morada, comenzaron una nueva vida con signos de extrema pobreza, aislados y abandonados a su suerte, aunque el Gobierno Peruano de ese entonces manifestara lo contrario.

### Llegada del segundo grupo de inmigrantes alemanes y austriacos
Este segundo grupo debería estar integrado por 500 colonos de Bavaria (Alemania) y el Tirol (Austria), sin embargo se embarcaron en Amberes sólo 321 personas a bordo del barco italiano Valparaíso y después de 97 días de viaje marítimo llegaron al Callao en la tarde del 22 de julio de 1868, para luego pasar a Huacho y así poder seguir la misma ruta de sus antecesores (1857). Cabe señalar que sólo llegaron a Pozuzo 315 inmigrantes, porque en el viaje fallecieron 14 y nacieron 8. Este segundo grupo deberían haberse dirigido a la zona del Mayro, pero como el camino no estaba en buenas condiciones prefirieron quedarse en Pozuzo.

### Pozuzo hacia su Primer Centenario (1859-1959)
Otros grandes acontecimientos que dejaron huella e hicieron historia en Pozuzo a fines del siglo XIX y primeras décadas del siglo pasado son la fundación de Oxapampa un 31 de agosto de 1891 por Don Enrique Böttger Treu y un grupo de colonos pozucinos de origen alemán que habían llegado a Pozuzo en el segundo grupo de inmigración (1868); por la misma época el intento de 5 familias pozucinas por colonizar la zona de Chuchuras; y continuando con la migración, 13 familias abandonaron el Pozuzo para fundar Villa Rica (1928); ante la necesidad de seguir ampliando sus fronteras con más tierras de cultivo, jóvenes generaciones de pozucinos empezaron a formar un nuevo barrio que se llamó Santa Rosa (1940) y en 1967 se inició la colonización al Codo del Pozuzo, actualmente es un distrito de la provincia de Puerto Inca en el departamento de Huanuco.
Con motivo de su primer centenario recién los Gobiernos de Austria, Alemania y el mismo Perú, mostraron mayor interés en contribuir al bienestar y desarrollo de Pozuzo, toda vez que los colonos estuvieron aislados y abandonados por más de 100 años. En esa oportunidad dichos Gobiernos colaboraron en la construcción de la nueva Iglesia “Sagrado Corazón de Jesús”, Centro de Salud, Mini Central Hidroeléctrica y otras obras. Sin embargo, el problema principal seguía siendo las vías de comunicación, porque la tan esperada carretera vía Oxapampa recién llegó en 1975.

### Pozuzo en la actualidad
Hoy en día Pozuzo es una próspera y pequeña ciudad que mantiene muchas de las costumbres de origen europeo. Otras han sido perdidas parcialmente. Por ejemplo, el idioma que fue prohibido durante la Segunda Guerra Mundial. Sus actividades económicas se centran en la agricultura, la ganadería y el turismo. Tiene dificultades de acceso ya que la carretera asfaltada solo llega hasta Oxapampa existiendo un tramo de 77.8 km aproximadamente sin asfaltar hasta llegar a Pozuzo, la misma que en las épocas de lluvia se bloquea constantemente por los deslizamientos de lodo y piedras que caen al camino.

## Geografía
El distrito de Pozuzo se encuentra ubicado en la provincia de Oxapampa, departamento de Pasco. Geográficamente se sitúa en las coordenadas 10°04′10.58″S 75°33′02.45″O / -10.0696056, -75.5506806.
Pozuzo abarca una superficie de aproximadamente 130,00 hectáreas es decir 1,300.00 km², distribuidas en la vertiente oriental de la cordillera en la región denominada de Selva Central.
La altitud promedio es de 800 m s. n. m. (en la capital de distrito conocida como Centro o La Colonia); sin embargo, tiene un rango que va desde los 600 hasta los 1850 m s. n. m., esto es, desde la transición a selva baja (pie de monte andino oriental), atravesando la selva alta, hasta la ceja de selva. Su ubicación le confiere una fisiografía principalmente montañosa, con valles que generan paisajes de mosaicos muy vistosos por los contrastes entre la vegetación natural de los bosques y las pasturas artificiales (pastizales).

### Clima
Su ubicación en selva alta y el estar en gran parte en un valle, le confiere al distrito características climáticas muy peculiares. Durante el año existen dos periodos o estaciones bien diferenciadas: la denominada "verano" o estación seca que va de mayo a octubre, siendo más marcado de junio a septiembre; y la estación denominada "invierno" o época de lluvias que va de noviembre a abril, siendo marcado de enero a marzo. La precipitación media anual es de 2379,15 mm julio y agosto son los meses más fríos (17 °C), septiembre y octubre los más calientes (37.7 °C); la temperatura media anual es de 22.63 °C. Por lo general el clima se manifiesta fresco y agradable, los vientos suaves de las tardes provenientes del noreste recorren el valle y atemperan el ambiente. Este clima privilegiado y la ausencia de insectos molestosos, garantizan una estancia placentera.

## Música y Danzas
Los colonos supieron expresar a través del arte sus más nobles sentimientos, deseos y mundo interior, logrando la armonía, ritmo y equilibrio a través de sus cantos y bailes, entre los que destacan:
Bayrisch Polka, Finger Polka (polka de las manos), Vier Schritt (4 pasos), Herr Schmidt, Mazurca (Federica), Hack der Katz den schwanz ab (corten la cola al gato). Estas expresiones están registradas en el Indecopi con los derechos de autor lo que respalda su categoría artística (Partida registral N° 0915 al 0921 del 20-12-1993).

## Artesanía
Los pobladores han sabido apreciar y valorar los recursos naturales de la zona, toda vez que con ellos han elaborado atractivos collares, cuadros, calzados, textiles, bordados, etc. Por ejemplo se usan semillas, raíces, tallos, hojas, flores y piedras para manifestar artísticamente la creatividad, fantasía, intuición e imaginación. Tanto la artesanía tradicional como la artesanía actual resaltan el acervo cultural pozucino.

## Gastronomía
Desde hace muchos años, especialmente en grandes festividades, el visitante puede degustar tradicionales y exquisitos platos basados en carne, arroz, queso, harina, gallina, etc. 
Algunos de ellos son: sopa de albóndigas de arroz, sopa de gallina con schitala (schitel suppe), Butternockensuppe, Brennsuppe (sopa de harina de maíz tostado), Frittatensuppe, albóndigas de carne, salchichas (Wurst), Schiwel Wurst, Wiener Schnitzel, Gulasch mit Spatzeln, Strudel (enrollado de plátano), Schtraubalan (tortillas), buñuelos, Käsekuchen (pastel de queso). Estos platos pueden degustarse en atmósferas acogedoras de los restaurantes auspiciadores.
En cuanto a las actividades económicas, Pozuzo se dedica principalmente a la ganadería para la producción de carne y leche, así como también a la agricultura, comercio y el turismo.

## Centro Histórico y Cultural
En memoria de los colonos que llegaron y vivieron en este bello pueblo, valorando sus esfuerzos con profunda gratitud, y con el deseo de rescatar dicha herencia cultural, se considera como ámbito y patrimonio cultural al Centro histórico y Cultural, lugar representativo de Pozuzo en el cual se puede visitar:
- Iglesia San José: fue la primera iglesia construida por los colonos en el año 1875. Algunas estructuras son de madera, mientras otras son de piedra, cal y material noble. Anterior a ella existió un centro de oración con paredes y techos de palma, que estuvo a pocos metros del monumento a José.

- Cementerio de los colonos: pintoresco camposanto donde descansan los restos tanto del guía espiritual de los colonos, el Padre José Egg, como de los padres Luis Ipfelkofer y Francisco Schafferer.

- Museo Schafferer: lugar donde se exhiben, conservan y valoran los antiguos objetos y pertenencias que trajeron los colonos a Pozuzo, tales como herramientas de trabajo, utensilios de cocina, cerámica, fotografías, muebles de madera, etc. También se exhiben vestigios de culturas anteriores a la presencia europea. A finales del siglo antepasado, la construcción fue hecha por los socios de la Sociedad de Mutuos Auxilios.

- Puente Emperador Guillermo I: histórico puente colgante ubicado sobre el río Huancabamba, construido en 1877. Inicialmente fue llamado Puente Central y favoreció la actividad comercial de los colonos con otros pueblos como el puerto fluvial del Mayro y Huánuco. Conecta con un bello camino de herradura totalmente natural, que guarda en silencio las huellas y recuerdos de los colonos y desde donde se inicia El Sendero Interpretativo Emperador Guillermo I.

- La casa Budweiser: de estilo Bávaro (Alemán), con un sótano y una chimenea que atraviesa toda la casa, la misma que tiene un ahumadero para productos cárnicos. Su actual dueño es el Sr. José Ballesteros.

- Casa de la Cultura: inaugurada en 2004, construida al estilo Tirolés (Austriaco), con el Apoyo de “PRO KULTURVEREIN POZUZO” (Asociación en Pro de la Cultura de Pozuzo con sede en Tirol-Austria); Municipalidad Distrital de Pozuzo y la Asociación de Historia y Cultura de Pozuzo, en este acogedor lugar se realizan actividades relacionadas con las costumbres pozucinas principalmente representación de bailes típicos. (previa programación).

## Generalidades
- Superficie: 130.000 ha
- Altitud: en La Colonia, la altitud promedio es de 971 m s. n. m.
- Población: 9.155 habitantes según el último censo realizado por el INEI (instituto nacional de estadística e informática)
- Temperatura promedio: 24 °C.
- Clima: cálido y lluvioso.
- Actividades económicas: ganadería, agricultura, turismo.

## Calendario turístico

### Febrero
- Carnaval (La Colonia y Prusia)

### Marzo
- Fiesta del Patrono "San José" de Pozuzo (Día 19).

### Abril
- Semana Santa en Pozuzo

### Junio
- Fiesta del Patrono San Antonio de Padua, Yanahuanca - Pozuzo. (Día 12 y 13)
- Semana Turística de la Selva Central. (Día 24 al 30)

### Julio
- Aniversario de la Llegada de los Colonos Austro Alemanes a Pozuzo. (Día 24 al 30)

### Agosto
- Aniversario y Fiesta Patronal de Santa Rosa (Caserío de Sta. Rosa). (Día 29 al 31)

### Septiembre
- Festival de las Orquídeas y las Flores. (Día 23 y 24)

### Octubre
- Festival Ganadero y Ecoturístico de Pozuzo. (Día 08 y 09)

## Rutas y distancias
- Lima – Pozuzo: 520 km
- La Merced – Pozuzo: 160 km
- Oxapampa – Pozuzo: 77.8 km
- Pozuzo – Yulitunqui: 15 km
- Pozuzo – Palmapampa: 7 km
- Pozuzo – Prusia: 3,5 km
- Pozuzo - Victoria 6,5 km
- Pozuzo – Delfín: 8 km
- Pozuzo – Yanahuanca: 9 km
- Pozuzo – Tingo de Mal Paso: 15,5 km
- Pozuzo – Santa Rosa: 	12 km
- Pozuzo – Codo de Pozuzo: 55 km
- (20 km de carretera complementado con camino de herradura)
- Huancayo - Pozuzo: 304 km

## Ciudades Hermanadas
- Haiming (Tirol), Austria
- Silz (Tirol), Austria
- Colonia (Renania del Norte-Westfalia), Alemania
- Breda (Brabante Septentrional), Países Bajos
- Colonia Tovar, Aragua, Venezuela
- La Punta, Perú